# Тихонов, Алексей Константинович
Алексей Константинович Тихонов (род. 8 марта 1952 года, Москва, РСФСР, СССР) — советский и российский архитектор,
организатор и создатель произведений монументального искусства, член-корреспондент Российской академии художеств (2007). Заслуженный архитектор Российской Федерации (1998).

## Биография
Родился 8 марта 1952 года в Москве, где живёт и работает.
В 1974 году — окончил Московский инженерно-строительный институт имени В. В. Куйбышева, в 1978 году — окончил Институт повышения квалификации архитекторов при Союзе архитекторов СССР.
С 1983 года — состоит в Союзе архитекторов СССР, России, с 2012 года — состоит в Московском союзе художников.
В 2007 году — избран членом-корреспондентом Российской академии художеств от Отделения архитектуры.

### Общественно-организационная деятельность
- член Комиссии по монументальному искусству Московской городской думы;
- член художественно-экспертного совета по монументальному искусству Министерства культуры РФ;
- член художественно-экспертного совета по скульптуре, монументальному и декоративному искусству Департамента культурного наследия г. Москвы;
- член Городской межведомственной комиссии по наименованию территориальных единиц, улиц, станций метрополитена, организаций и других объектов г. Москвы;
- член Комиссии по увековечению памяти выдающихся событий и деятелей отечественной истории и культуры Департамента культурного наследия г. Москвы.

### Общественная позиция
В 2014 году подписал Коллективное обращение деятелей культуры Российской Федерации в поддержку политики Президента РФ В. В. Путина на Украине и в Крыму.

## Проекты и постройки
- памятник М. С. Щепкину, совместно со скульптором А. В. Тарасенко, бронза, гранит (г. Москва,1980 г.);
- памятник Л. Н. Толстому, совместно со скульптором Ю. Л. Черновым, бронза, гранит. г. Дели (Индия, 1994 г.);
- памятник Данте Алигьери (дар Правительства Италии), совместно со скульптором Ринальдо Пирас (Италия), мрамор, гранит (г. Москва, 2000 г.);
- скульптурная композиция «Древо Жизни», совместно со скульптором Э. И. Неизвестным и архитектором А. В. Кузьминым, бронза, гранит (г. Москва, 2004 г.);
- памятник лётчикам французского авиаполка «Нормандия-Неман», совместно со скульптором А. Н. Ковальчуком и архитектором М. В. Корси (г. Москва, 2007 г.);
- памятник русскому адмиралу С. О. Макарову, совместно со скульпторами И. Н. Новиковым, С. С. Щербаковым и архитектором В. И. Перфильевым, г. Москва, ул. Адмирала Макарова, 2008г;
- открытый конкурс, I место, памятный знак «Рабочий и Солдат», совместно со скульптором С. А. Щербаковым территория парка им. 65-тилетия Победы. Москва, (Лефортово, 2010 г.);
- памятник Расулу Гамзатову, г. Москва, Яузский бульвар. Совместно со скульпторами И. Н. Новиковым и Канайгаджиевым Шамилем Магомедовичем (2013 г.);
- памятник изобретателю телевидения В. К. Зворыкину совместно с художником-монументалистом С. В. Горяевым. Москва, территория парка у Останкинского пруда со стороны Храма Живоначальной Троицы (2013 г.);
- Памятник Владимиру Челомею на Аллее Космонавтов — конкурсный проект памятника конструктору ракетно-космической техники академику В. Н. Челомею для г. Москвы, совместно со скульптором А. Забалуевым. I место (2014 г.);
- памятник А. М. Прохорову, лауреату Нобелевской премии, дважды Герою Социалистического труда, академику. Совместно со скульптором Е.Казанской, бронза и гранит. Площадь Академика Прохорова, г. Москва (2015 г.);
- памятник В. Н. Челомею, генеральному конструктору ракетно-космической техники. Совместно со скульпторами И. Новиковым, А. Балашовым, А. Забалуевым — гранит. Аллея героев космоса, ВДНХ (2015 г.);
- бронзовые бюсты москвичам космонавтам дважды Героям Советского Союза: В. В. Лебедеву, С. Е. Савицкой, А. П. Александрову, В. А. Соловьеву. Совместно со скульпторами: И. Новиковым, Е.Казанской, А.Балашовым, А.Забалуевым и архитектором В.Перфильевым — бронза и гранит. Аллея героев космоса, ВДНХ (2016 г.);
- памятник Преподобному Силуану Афонскому, совместно со скульптором И. Новиковым, бронза и гранит. Липецкая область, Лебедянский район, с. Шовское (2016 г.);
- памятник Майе Плисецкой, совместно со скульптором В. Митрошиным и архитектором В. Перфильевым, бронза и гранит. г. Москва, сквер имени Майи Плисецкой (2016 г.);
- памятник «Дорогами войны» (фронтовым лошадям), совместно со скульптором А. Очирболт, бронза и гранит. Территория Поклонной горы, аллея Защитников Москвы (Монголия, 2017 г.);
- памятный знак, посвященный москвичам, погибшим при обороне Ленинграда в годы ВОВ. Совместно с архитектором В. Перфильевым. Ленинградская обл. Кировский район (2017 г.);
- памятник академику Н. А. Доллежалю, дважды герою Социалистического труда, главному конструктору ядерных реакторов. Совместно со скульпторами И. Новиковым, А. Забалуевым и архитектором Г. Быковым, г. Москва площадь Академика Доллежаля (2019 г.);
- памятник легендарному разведчику герою Российской Федерации А. С. Феклисову. Совместно со скульптором И.Новиковым, бронза. Вестибюль Московского технического университета связи и информатики (2021 г.).

- М. П. Мусоргскому, совместно со скульптором В. Х. Думаняном, бронза. г. Мехико (Мексика), Дворец музыкальных искусств (1989 г.);
- А. С. Пушкину. Совместно со скульптором И. Н. Новиковым г. Москва, здание МГУ ул. Моховая, 11. Бронза (1999 г.);
- С. Ф. Бондарчуку, г. Москва, ул. Тверская, 9. Бронза. Совместно со скульптором Ю. Г. Ореховым (2000 г.);
- Альфреду Шнитке, г. Москва, ул. Дмитрия Ульянова, 4. Бронза. Совместно со скульптором Л. Г. Могилевским (2003 г.);
- монументальная композиция на здании Белорусского вокзала, посвященная первому исполнению песни-гимна «Вставай страна огромная», г. Москва, бронза. Совместно со скульптором М. В. Переяславцем (2005 г.);
- патриарху Московскому и Всея Руси Алексию I, совместно со скульптором С. А. Щербаковым г. Москва Мясницкая ул., 46 (2007 г.);
- заслуженному архитектору РСФСР А. М. Алхазову, г. Москва, Ленинградский проспект, фасад главного здания МАДИ (2009 г.);
- выдающемуся разведчику Киму Филби, совместно со скульптором И. Н. Новиковым, бронза, Остоженка,51, здание пресс-бюро Службы внешней разведки РФ (2010 г.);
- легендарному вратарю Московского Динамо А. П. Хомичу, совместно со скульптором Ф. А. Рукавишниковым, бронза, Кутузовский проспект, 41 (2012 г.);
- выдающемуся футболисту, хоккеисту и тренеру М. И. Якушину, совместно со скульптором Рукавишниковым Ф. А. Садовая-Триумфальная, 4, бронза (2012 г.);
- В. Н. Челомею — закладной камень на месте сооружения памятника. Аллея героев космоса, у мемориального Музея космонавтики, совместно со скульптором И. Н. Новиковым (2014 г.);
- академику А. М. Обухову, основателю Института физики атмосферы, совместно со скульптором И. Новиковым, бронза. г. Москва, Пыжевский пер., 3 (2018 г.);
- вице-адмиралу, Герою Советского Союза Л. А. Матушкину, совместно со скульптором И. Новиковым, бронза. г. Москва Новочеремушкинская ул. д. 60 (2018 г.).

## Награды
- Заслуженный архитектор Российской Федерации (1998)[1]
- Медаль «В память 850-летия Москвы» (1997)
- Золотая медаль В. Н. Челомея Федерации космонавтики России (2016)
- Премия Москвы в области литературы и искусства (совместно с М. В. Переяславцем, за 2008 год) — за создание монументальной скульптурно-архитектурной композиции на здании Белорусского вокзала Москвы, посвященной первому исполнению песни «Священная война»
- Премия Службы внешней разведки Российской Федерации в области литературы и искусства (совместно с И. Н. Новиковым, за 2012 год) — за создание мемориальной доски разведчику Киму Филби[2]
- Почётное звание «Заслуженный деятель искусств Республики Дагестан» (2013)